# Chlorion strandi
Chlorion strandi är en biart som beskrevs av Willink 1951. Chlorion strandi ingår i släktet Chlorion och familjen grävsteklar. Inga underarter finns listade i Catalogue of Life.